# Між планетами
«Між планетами» (англ. Between Planets) — науково-фантастичний роман Роберта Гайнлайна, вперше був опублікований 1951 року під назвою «Planets in Combat» у журналі Blue Book (номери за вересень і жовтень), і в тому ж році отримав окреме видання. Належить до серії романів Гайнлайна, написаних для юнацтва.

## Сюжет
Молодий чоловік на ім'я Дон Харві покидає школу на Землі, щоб повернутися до батьків-вчених на Марс. Перед відльотом він навідує старого друга сім'ї, який просить його доставити посилку батькові — непримітну каблучку, але після цього їх обох затримують земні сили безпеки. Дона після допиту звільняють і повертають каблучку; йому повідомляють, що його друг помер від «серцевої недостатності».
Дон добирається на ракетному кораблі до орбітальної станції, звідки повинен вилетіти на Марс. По дорозі він рятує життя венеріанському аборигену-«дракону» з земним іменем «Ісаак Ньютон». Але вилетіти на Марс у нього не виходить: якраз починається війна Землі з Венерою за незалежність останньої, і орбітальну станцію захоплюють та знищують венеріанські повстанці. Земних пасажирів відправляють назад, а Дону, офіційний статус якого не зрозумілий, доводиться летіти на Венеру, оскільки повстанці захопили всі наявні на станції кораблі для свого флоту.
Прибувши на Венеру, Дон виявляє, що земні гроші тут більше не дійсні, тому він влаштовується посудомийником в ресторан китайського іммігранта Чарлі. Він знайомиться з молодою дівчиною Ізабель, коли намагається відправити повідомлення своїм батькам. Однак зв'язок з Марсом практично припинився через військові дії, і Дону залишається лише перечекати війну на Венері.
Невдовзі Земля надсилає військові сили, щоб подавити повстання. Венеріанські кораблі були знищені на орбіті, а сухопутні війська метрополії захоплюють основні поселення на планеті. Дона беруть у полон, і офіцер служби безпеки наполегливо намагається дізнатися, де його каблучка. На щастя, раніше Дон віддав її Ізабель на зберігання і не знав, де вона перебувала після земної атаки. Перед тим, як він був допитаний із застосуванням наркотиків, йому вдається втекти і приєднатися до партизанського руху.
Дон отримує досвід ведення партизанської війни як рядовий солдат. З часом його вистежили лідери опору, які також шукали каблучку. Ізабель та її батько (який виявився важливим членом таємної організації повстанців) перебували в безпеці на основній базі, куди добирається і Дон.
Непотрібна на перший погляд каблучка виявляється носієм секретних наукових знань, добутих в результаті археологічних досліджень батьками Дона в поясі астероїдів (який виник від вибуху планети, з давньою розвинутою цивілізацією, названою «Перша імперія», як описано в романі «Космічний кадет»). При сприянні «Ісаака Ньютона», який був відомим венеріанським вченим, інформація з каблучки добувається і використовується для створення передового космічного корабля, який набагато швидший за будь-яке інше суднно, з революційною зброєю та захистом на основі тих самих нових технологій. Корабель назвали «Маленьким Давидом», а Дон влаштовується в його екіпаж на перший рейс. «Маленький Давид» вирушає до Марса, де перехоплює і вражає ескадру бойових кораблів, яка повинна була знищити оплот повстанців на Марсі. Оповідь після цього переривається, передбачається, що Дон нарешті возз'єднався з батьками.

## Відгуки критиків
Грофф Конклін відгукнувся про роман позитивно, назвавши його «дуже реальною і яскравою картиною ймовірного майбутнього». Бучер і Маккомас назвали його одним з найкращих науково-фантастичних романів 1951 року, схарактеризувавши його як «більш зрілий, ніж більшість „дорослих“ фантастичних творів». Пітер Ш. Міллер високо оцінив роман як «в цілому дуже рівний та логічний», хоча він відмітив, що книзі бракує звичного для Гайнлайна рівня «проробки фонових деталей».